# Donald J. Ryder

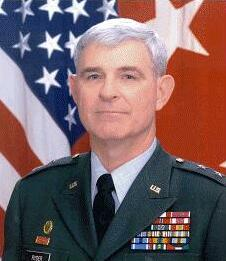
Donald J. Ryder

Donald J. Ryder ist ein ehemaliger Major General der US Army und war bis zu seiner Pensionierung 2006 Militärjurist. Er war vom 29. Oktober 2003 bis zum 14. Juli 2006 der Provost Marshal General (dt. etwa General der Militärpolizeitruppe) und damit Kommandeur des US Army Criminal Investigation Command.

## Militärische Laufbahn
Ryder verpflichtete sich 1971 in der US Army. Im Jahre 2001 wurde er zum Major General befördert. Am 29. Oktober wurde Ryder zum Provost Marshal General ernannt. Diese Dienststellung wurde damit nach 29 Jahren wieder eingeführt und dem Hauptquartier des Army als Stabsstelle unterstellt. Von 1941 bis 1974 gab es diesen Posten schon einmal.
Während des Irak-Krieges 2003 leitete er eine Untersuchung der Foltervorwürfe im Abu-Ghuraib-Gefängnis. Der dazugehörige Abschlussbericht war später die Grundlage des Taguba-Reports.
Einige Empfehlungen in Ryders Bericht widersprachen direkt denen von Major General Geoffrey D. Miller, dem früheren Kommandeur des Internierungslagers in der Guantánamo-Bucht auf Kuba. So empfahl Ryder beispielsweise, dass die Aufgaben der Militärpolizei in ihrer Tätigkeit als Gefängniswärter strikt von dem Verantwortungsbereich des militärischen Nachrichtendienstes für Verhöre getrennt werden müsse. Im Gegensatz dazu hatte Geoffrey Miller empfohlen, diese Aufgaben enger zu verbinden, sodass Wärter die Gefangenen auf Verhöre „vorbereiten“ konnten.
Die Reaktion des damaligen US-Verteidigungsministers Donald Rumsfeld auf die Veröffentlichung der Untersuchungsberichte war, die Empfehlungen von Ryder und Antonio M. Taguba zu ignorieren und sogar im Gegensatz dazu Geoffrey Miller das Kommando über die irakischen Gefängnisse zu übertragen.

## Auszeichnungen
Auswahl der Dekorationen, sortiert in Anlehnung der Order of Precedence of Military Awards:
- Army Distinguished Service Medal
- Legion of Merit (3 x)
- Bronze Star
- Meritorious Service Medal (2 x)
- Army Commendation Medal (4 x)